# Antonín Frič
Antonín Jan Frič (30. července 1832 Praha – 15. listopadu 1913 Praha-Nové Město) byl významný český přírodovědec, geolog a paleontolog přelomu 19. a 20. století. Byl také profesorem Karlovy Univerzity a později ředitelem Národního muzea, kde se zasloužil mimo jiné o získání proslulé sbírky Joachima Barranda pro paleontologické oddělení.

## Život
Narodil ve vážené pražské rodině advokáta a politika Josefa Františka Friče (1804–1876), u něhož se scházela společnost vlastenců, např. Karel Slavoj Amerling nebo František Ladislav Čelakovský. Na letním sídle svého strýce A. Bachofena za Strahovskou branou se malý Antonín brzy naučil střílet z pušky a vycpávat ptáky. Od 10. roku svého věku docházel do Muzea Království českého, kde byl jeho otec pokladníkem Matice české. Jako žák Akademického gymnasia již v muzeu pomáhal kustodovi Dormitzerovi pořádat sbírku přírodnin, zaslanou Augustem Cordou ze střední Ameriky. Věnoval se ornitologii. 13. ledna 1852 byl na návrh profesora Jana Evangelisty Purkyně jmenován neplaceným asistentem zoologického oddělení muzea. Již tehdy se přestěhoval do přízemí staré muzejní budovy na Příkopech, kde v pokoji upraveném z bývalé kůlny pro kočár strávil 14 let jako kustod, preparátor a muzejní sluha.
Na otcovo přání vstoupil na právnickou fakultu Karlo-Ferdinandovy univerzity v Praze, ale po třech letech, roku 1854, přestoupil na fakultu lékařskou. K jeho prvním zahraničním přírodovědeckým cestám patřila návštěva Banátu, odkud roku 1853 přivezl do muzea přírodniny všeho druhu. Roku 1860 byl promován lékařem a roku 1861 se stal asistentem J. E. Purkyně. Svůj vědecký zájem v letech 1861–1867 obrátil k paleontologii. Roku 1863 se na lékařské fakultě habilitoval v oboru srovnávací anatomie a fyziologie. Jako redaktor roku 1872 převzal časopis Vesmír, který vedl až ro roku 1906. Roku 1882 při rozdělování univerzity na českou a německou část zabránil rozdělení zoologických sbírek. Roku 1883 se na jeho přímluvu Národnímu muzeu podařilo získat z pozůstalosti Barrandovu paleontologickou sbírku. Roku 1890 byl zvolen řádným členem České akademie věd. Roku 1899 podnikl cestu do Ameriky, především ke studiu stonožek. V muzeu pracoval šedesát let a splnil všechny úkoly, které si předsevzal.
Od roku 1900 pravidelně až do své smrti navštěvoval město Lázně Bělohrad, aby zde podstupoval ozdravné slatinné koupele. Každý rok setrval na místě několik týdnů, nejprve jen s manželkou, později i s vnoučaty. Dostal tak mnoho času, aby si okolí města zalíbil, a to hlavně díky jeho geologicky zajímavým objektům ke zkoumání. Frič byl v Lázních Bělohradě záhy oblíbeným a uznávaným člověkem. V roce 1903 tak obyvatelé s jeho návrhem vybudovat zde moderní muzeum souhlasili. Díky Fričově propagaci bylo muzeum inspirací dalším městům.

### Rodinný život
Dne 2. září 1869 se v Týnci nad Labem oženil se vdovou Marií Ulmovou, rozenou Pernerovou (1844–1919). Žil společně s dcerou Marie Ulmové z prvního manželství Ludmilou a vlastní dcerou Marií (1871–??).

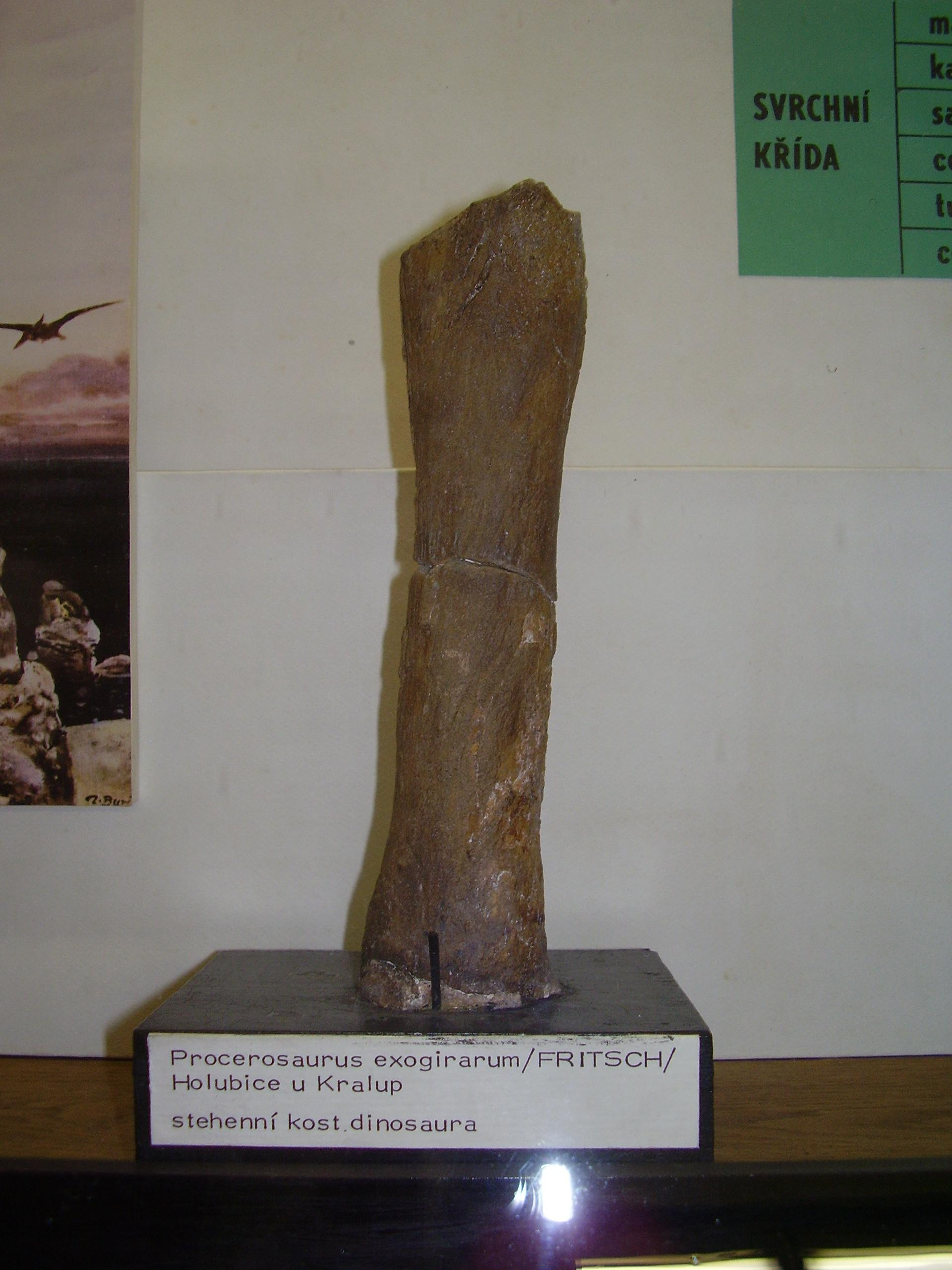
Fosilie druhu Procerosaurus (Ponerosteus) exogirarum, vědecky popsaná Fričem v roce 1878. Může se jednat o fosilii dinosaura.

## Věda
Mezi jeho nejvýznamnější objevy patří živočichové a rostliny českého permokarbonu a popis jediného dosud známého českého ptakoještěra (druh Cretornis hlavaci), dále také fosilie možných dinosaurů – Procerosaurus (Ponerosteus) exogyrarum a Albisaurus scutifer (dlouho byly považovány za pozůstatky jiných zvířat). Až v červnu roku 2011 pracovníci Národního muzea oznámili, že mikroskopický výzkum struktury fosilie potvrdil, že by se opravdu mohlo jednat o kosti dinosaurů. Frič popsal také druh Cimoliasaurus teplicensis, českého dlouhokrkého plesiosaura z čeledi Elasmosauridae.
Frič byl také velkým znalcem ichtyologie (nauky o rybách) a zavedl na našich řekách členěná pásma podle jejich převažujícího výskytu. Frič také udržoval na svou dobu neobvyklé korespondenční styky s britskými vědci, například Harry Govierem Seeleym. Patří k nejvýznamnějším českým vědcům 19. století.

## Publikační činnosti
Fričova kniha Malá geologie se stala jakýmsi základním studijním materiálem pro studenty geologie i amatéry. V letech 1854 až 1871 vydával dílo Evropské ptactvo, ve kterém popsal 451 druhů ptáků a které je dodnes citované. Byl také autorem studií Korýši země české, Losos labský: Biologická a anatomická studie, České ryby, České ryby a jich cizopasníci, Umělé pěstování ryb v Čechách nebo rybářské mapy Fischereikarte des Königsreichs Böhmens. Rovněž vydal čtyřdílnou knihu s paleontologickou tematikou Fauna der Gaskohle und der Kalksteine der Permformation Böhmens.

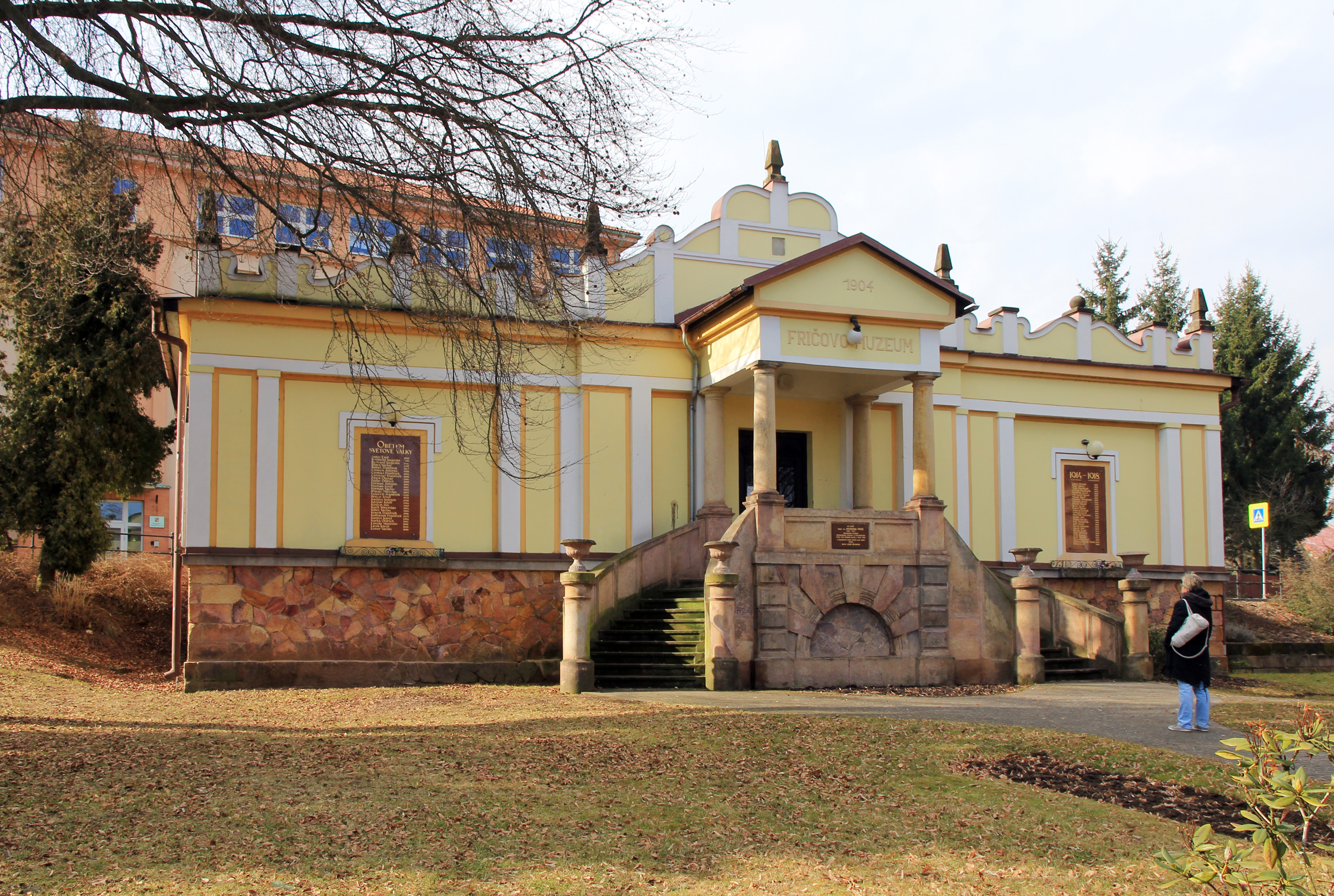
h Bělohradu
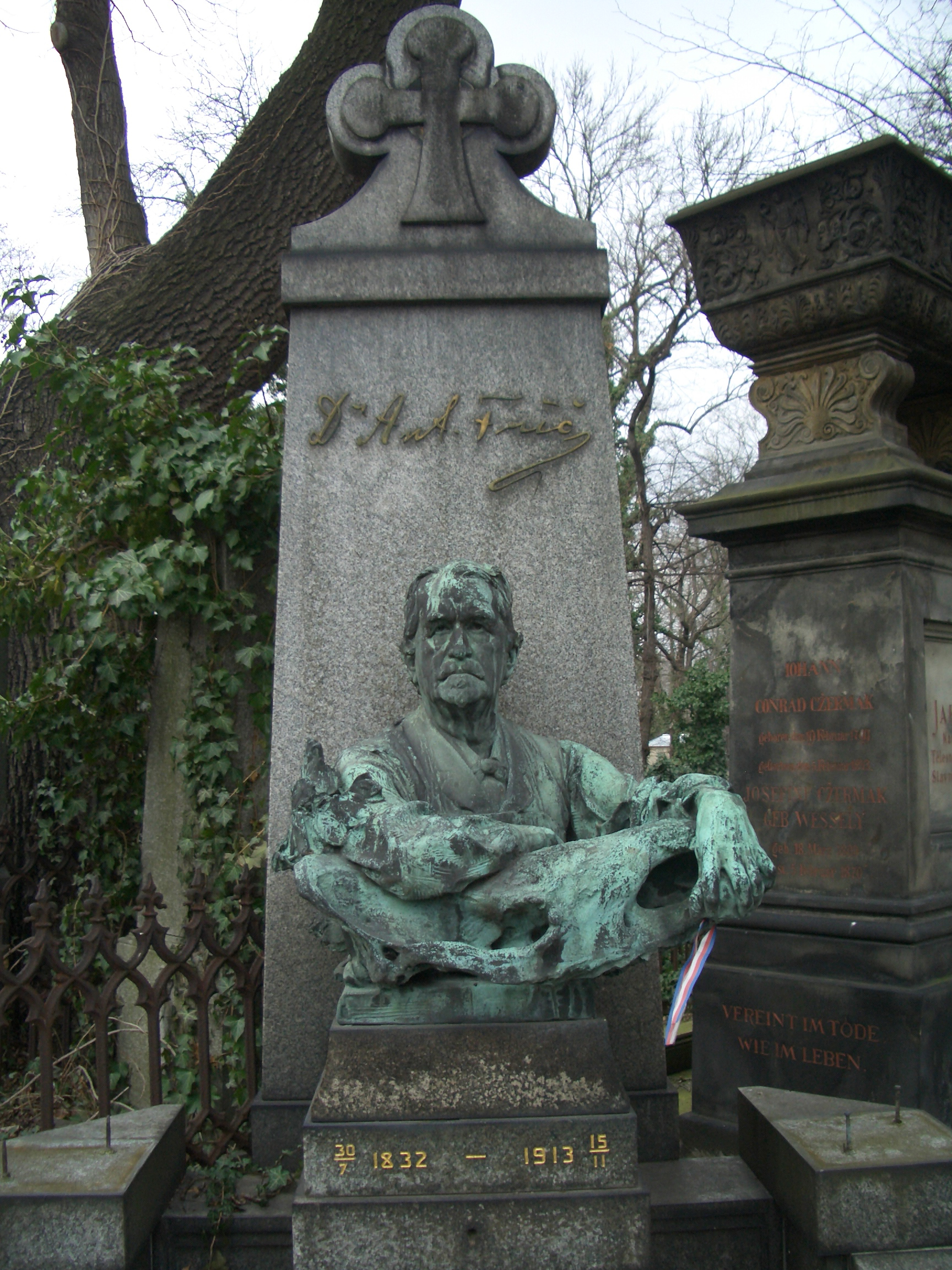
Hrob s bustou na pražských Olšanech